# 資材リンコム
資材リンコム株式会社（しざいリンコム）は、日本電信電話の情報通信資材の販売をする企業である。

## 事業内容
- 情報通信設備の構築に使用する各種資材の販売

## 沿革
- 1968年（昭和43年） 関東電気通信資材株式会社（かんとうでんきつうしんしざいかとしてんとうでんきつうしんきざい）創立[1]（品川区東五反田）。
- 1969年（昭和44年） 川口工場開設。
- 1974年（昭和49年） 本社移転（渋谷区恵比寿）。
- 1986年（昭和61年） 本社移転（港区白金台）。
- 1998年（平成10年） 埼玉物流センタ完成。川口事業所閉鎖。
- 1999年（平成11年） 信越通信産業株式会社と合併し中央資材株式会社（ちゅうおうしざい）に社名変更[1]。
- 2005年（平成17年） 全国情報通信資材株式会社設立に伴う一部業務移管。
- 2008年（平成20年） 埼玉物流センタにロケーション管理を導入。
- 2010年（平成22年） 埼玉物流センタに倉庫管理システムを導入。
- 2012年（平成24年） 本社を品川区西五反田へ移転。
- 2013年（平成25年） 埼玉物流センタに太陽光発電システムを導入。
- 2016年（平成28年）4月 東北通産株式会社及び北通産株式会社と合併し、資材リンコム株式会社に商号変更[1]。
- 2022年（令和4年）10月 西日本資材デックス株式会社及び九州通信産業株式会社と合併[1]。東海通信資材サービス株式会社、北陸通信資材株式会社、中国通信資材株式会社、四国通信産業株式会社の資材販売事業を譲受。

## 物流拠点
- 中央物流センタ（埼玉県行田市藤原町1-13-1）
- 東北物流センタ（宮城県仙台市青葉区上愛子松原47-9）
- 北海道物流センタ（北海道札幌市中央区南21条西7丁目1-1）
- 関西物流センタ(大阪府茨木市郡4丁目17-47)
- 東海物流センタ(愛知県丹羽郡大口町新宮2丁目21番地)
- 九州物流センタ（熊本）(熊本県熊本市北区四方寄町1291)
- 九州物流センタ（福岡）(福岡県大野城市瓦田4丁目4-23)